# 신기철
신기철(申琦澈, 1922년 1월 24일 ~ 2003년 6월 23일)은 대한민국의 사전편찬자이다. 

## 생애
춘천 신북읍 용산리 출신이다. 1938년 춘천고등보통학교 재학 중 항일비밀결사인 상록회(常綠會)에서 활동하다 2년 6개월의 옥고를 치렀다. 해방이후 성균관대 교수로 재직하던 중 동생 신용철과 함께 표준국어사전을 출간하여 호평을 받았다. 이후 증보 출간한 새 우리말 큰사전은 이희승의 국어대사전과 함께 한국어사전의 쌍벽을 이루었다. 이후 혼자 한국문화대사전을 집필하던 중 미국에서 사망하였다. 1990년 건국훈장 애족장을 받았다.

## 가족관계
- 맏형 신옥철(申玉澈): 6대 국회의원, 강원일보사장 역임
- 셋째형 신영철
- 동생 신용철

## 저서
- 표준국어사전 / 신기철,신용철 편 / 을유문화사 / 1959년
- 새 우리말 큰사전 / 신기철.신용철 편 / 삼성출판사 / 1975년
- 한국문화대사전 / STX 장학재단 / 2008년